# 柏原 (市原市)
柏原（かしわばら）は、千葉県市原市の姉崎地区にある大字。郵便番号は299-0105。

## 概要
市原市西部の姉崎地区にある。果樹園が広がる地域であり、主に梨の栽培を盛んに実施している。

## 地理
北は白塚、東は廿五里、南は海保、西は姉崎と接している。

## 世帯数と人口
| 大字 | 世帯数  | 総人口 |       |
| ---- | ------- | ------ | ----- |
| 柏原 | 124世帯 | 227人  | [ 8 ] |

## 通学区域
市立小中学校及び県立高等学校に通学する場合の通学区域は以下の通りである。
| 大字 | 小学校             | 中学校             | 県立高校 |
| ---- | ------------------ | ------------------ | -------- |
| 柏原 | 市原市立千種小学校 | 市原市立千種中学校 | 第9学区  |

## 交通

### 鉄道
駅はないが最寄りは東日本旅客鉄道内房線 姉ケ崎駅である。

### バス
字内及び近くに路線なし。

### 道路
主な道路なし